# Noémie Saglio
Pour les articles homonymes, voir Famille Saglio et Saglio (homonymie).
Noémie Saglio, née le 1er mars 1982, est une réalisatrice et scénariste française.
Créatrice, scénariste et réalisatrice de Connasse, une caméra cachée diffusée dans Le Grand Journal de Canal+ à compter de 2013, elle a réalisé ou co-réalisé plusieurs films comiques, parmi lesquels Toute première fois et Connasse, princesse des cœurs.

## Biographie
Née le 1er mars 1982, Noémie Saglio intègre après son baccalauréat une hypokhâgne puis l'Institut d'études politiques de Lille où elle étudie de 2000 à 2004 en suivant la filière axée sur les sciences sociales. Elle tente ensuite de devenir comédienne et décroche un petit rôle, le personnage d'Alice Leblanc, dans un épisode de la série télévisée Rose et Val diffusé en 2006. Se trouvant « nulle », elle renonce rapidement à être actrice.
On lui propose alors d'adapter en documentaire pour Arte son mémoire de fin d'études à l'IEP, exercice qui lui plaît et qui l'incite à intégrer une école de cinéma, la National Film and Television School, à Londres. 
Elle scénarise et réalise d'abord un téléfilm pour Canal+ avec Maxime Govare : Les Voies impénétrables, qui met en scène des religieuses déjantées. Puis elle crée pour la même chaîne avec Éloïse Lang, rencontrée sur une plage en Corse, une pastille humoristique fondée sur des caméras cachées : Connasse, diffusée dans Le Grand Journal à compter de 2013, met en scène une « connasse » parisienne interprétée par Camille Cottin.
Parallèlement à la réalisation de cette chronique, Noémie Saglio écrit et réalise son premier long métrage, toujours avec Maxime Govare. Toute première fois, avec Pio Marmaï et Franck Gastambide, sort au cinéma le 28 janvier 2015, quelques jours après avoir remporté le Grand Prix du Festival international du film de comédie de l'Alpe d'Huez 2015. 
Le second long métrage co-réalisé par Noémie Saglio, adaptation de Connasse au cinéma, est sorti en salles sous le titre Connasse, princesse des cœurs le 29 avril 2015.

## Filmographie

### Réalisatrice et scénariste

#### Télévision
- 2012 : Les Voies impénétrables, coréalisé avec Maxime Govare (téléfilm)
- 2013-2015 : Connasse, cocréé avec Éloïse Lang (série)
- 2018 : Plan cœur, cocréé avec Julien Teisseire (série Netflix)
- 2025 : Super Mâles (série Netflix)

#### Cinéma
- 2015 : Toute première fois, coréalisé avec Maxime Govare
- 2015 : Connasse, princesse des cœurs, coréalisé avec Éloïse Lang
- 2016 : Telle mère, telle fille
- 2020 : Parents d'élèves
- 2024 : Nice Girls
- 2025 : Natacha

### Scénariste uniquement
- 2017 : Daddy Cool de Maxime Govare